# Emory A. Hebard

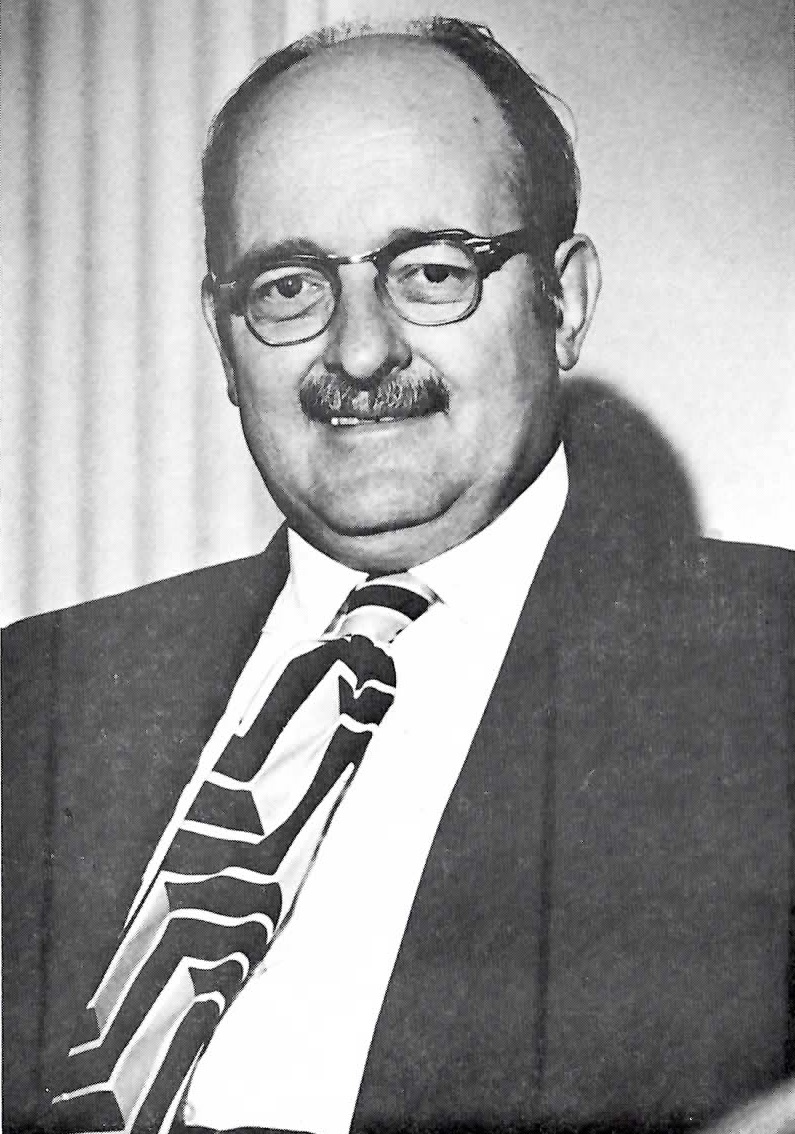
Emory A. Hebard

Emory A. Hebard (* 28. September 1917 in Carmel, Maine; † 1. November 1993 in Lebanon, New Hampshire) war ein US-amerikanischer Geschäftsmann und Politiker, die von 1977 bis 1989 State Treasurer von Vermont war.

## Leben
Emory Amos Hebard wurde in Carmel, Maine geboren. Er wuchs in Northampton, Massachusetts auf. Er machte seinen Abschluss im Jahr 1934 an der Northampton High School und den Collegeabschluss im Jahr 1938 am Middlebury College. Er gehörte der Vereinigung Phi Beta Kappa an.
Er lebte einige Zeit in New York City und arbeitete für das Landwirtschaftsministerium der Vereinigten Staaten in Washington, D.C.
Während seines Studiums war Hebard Anti-Kriegs-Aktivist, er war gegen die US-Intervention in Europa.
Nachdem die Vereinigten Staaten in den Zweiten Weltkrieg eingetreten waren, trat Hebard den United States Coast Guards bei. Nach dem Krieg diente er weiter bei der United States Coast Guard Reserve. Hebard wurde aufgrund des Koreakriegs von 1950 bis 1952 zurück in den aktiven Dienst versetzt.
Im Anschluss kehrte er zur Coast Guard Reserve zurück und erreichte den Rang eines Lieutenant Commanders.
Hebard zog im Jahr 1947 nach Vermont. In Charleston betrieb er von 1947 bis 1950 den Emory's Country Store. Dort war er auch als Postmeister tätig. Er verlegte das Geschäft nach Glover und betrieb dies von 1952 bis 1963. Später betrieb er einen Geschenkeladen und eine Eisbar in Barton. Er arbeitete als Immobilienmakler und war Direktor für die Industrielle Entwicklung der Vermonter Entwicklungskommission.
Er war in verschiedenen öffentlichen Ämtern tätig. Er war Moderator der Gemeindeversammlung und des School Districts.

## Politische Laufbahn
Im Jahr 1960 war Hebard als Mitglied der Republikanischen Partei erfolgreicher Kandidat für einen Sitz im Repräsentantenhaus von Vermont, dies zu einer Zeit, als es 246 Sitze gemäß dem Grundsatz „one town, one representative“ hatte. Er war Vorsitzender des Neuverteilungs-Ausschusses von Franklin S. Billings, als im Jahr 1965 eine Entscheidung des Bundesgerichts das Verhältniswahlrecht einführte und die Bildung von Wahlbezirken erfolgen musste. Die Anzahl der Sitze im Repräsentantenhaus wurde auf 150 reduziert.
Vermont wurde von den Republikanern dominiert, genau wie das Repräsentantenhaus. Hier waren die Mitglieder der Republikanischen Partei aus den kleinen Städten in der Mehrzahl. Diese waren gegen die Bildung von Wahlbezirken, da diese Veränderungen die Vormachtstellung der Republikaner bedrohte. Als Abgeordneter von Glover, einer der kleinsten Towns von Vermont, mit nur 683 Einwohnern und als ein konservativer Republikaner wurde von Hebard erwartet, sich gegen das Verhältniswahlrecht zu entscheiden. Stattdessen traten Billings und Hebard für die Umsetzung mit dem Argument ein, dass wenn Vermont dieses Problem nicht eigenständig lösen würde, würde es die Bundesregierung und die Gerichte stattdessen tun.
Nach der Neuverteilung kandidierte Hebard erfolgreich für einen Sitz im neu aufgeteilten Repräsentantenhaus im Jahr 1965. Es war eine besondere Wahl, Hebard kandidierte als Kandidat von Glover und vier weiteren Städten, die zu einem Zwei-Abgeordneten-Bezirk zusammengefasst waren. Er war bis zum Jahr 1969 Abgeordneter.
Zu Hebards Bezirk gehörte auch Irasburg. Der Konservatismus, dem er in den 1950er und 1960er Jahren anhing, führte 1968 zur Irasburg Affair, in der ein afroamerikanischer kirchlicher Minister Ziel einer Kampagne wurde, die ihn aus Vermont vertreiben sollte. Diese Kampagne beinhaltete Belästigungen durch die Polizei sowie Schüsse auf das Haus des Ministers.
Hebard lehnte auch das Vermont-New York-Projekt ab, ein Versuch von Vermonts Gouverneur Philip H. Hoff und New York Citys Bürgermeister John Lindsay, bei dem afroamerikanische Kinder aus der Stadt Erfahrungen auf dem „Land“ machen sollten, indem sie den Sommer in Vermont verbrachten.
Er gab zu diesem Zeitpunkt an, dass seine Beweggründe in der Irasburg Affair und bei den Kontroversen um das Vermont-New York-Projekt nicht Rassismus seien, jedoch der Versuch die Popularität von Hoff zu schwächen. Hoff war der erste Gouverneur von Vermont, der Mitglied der Demokratischen Partei war, seit der Gründung der Republikanischen Partei in den 1850er Jahren und Hebard hoffte, das Amt des Gouverneurs zurück in republikanische Hand zu holen und auch eine republikanische Mehrheit im Repräsentantenhaus und im Senat zu sichern.
Hebard war von 1967 bis 1969 Vorsitzender des Ways and Means Committee. Im Jahr 1968 kandidierte er erfolglos um einen Sitz für den Senat von Vermont. Ins Repräsentantenhaus kehrte er nach den Wahlen im Jahr 1970 zurück und war Vorsitzender des Bewilligungsausschusses von 1973 bis 1977. Die spätere Gouverneurin von Vermont Madeleine M. Kunin schrieb, dass für sie Hebard wie ein Mentor war, als sie während seiner Präsidentschaft im Bewilligungsausschuss Mitglied war, indem er ihr erhebliche Verantwortung übertrug, trotz ihres Status als Mitglied der Demokratischen Partei, die dort in der Minderheit war. Nach seinem Ausscheiden aus dem Repräsentantenhaus übernahm Kunin den Vorsitz im Bewilligungsausschuss.
Im Jahr 1975 kandidierte Hebard erfolglos um das Amt des Sprechers des Repräsentantenhauses von Vermont. Er verlor gegen den Demokraten Timothy J. O’Connor. Der Sieg von O’Connor war insofern bemerkenswert, als dass es das erste Mal nach der Gründung der Republikanischen Partei war, dass ein Demokrat dieses Amt erringen konnte.
Mitte der 1970er Jahre zog Hebard nach Barton. Als die amtierende State Treasurer Stella Hackel-Sims beschloss, um das Amt der Gouverneurin zu kandidieren, kandidierte Hebard erfolgreich im Jahr 1976 zum State Treasurer von Vermont.
Während seiner Amtszeit war Hebard für seine Liebe zum Detail bekannt. Ein langjähriger Kollege im Repräsentantenhaus Melvin Mandigo sagte über Hebard, dass dieser lieber selbst nach Boston fuhr, um die staatlichen Zahlungen zugunsten von Bonds zu machen, anstatt diese der Post anzuvertrauen.
Das Amt des Treasurers hatte er bis zu seiner Pensionierung im Jahr 1989 inne. Seinen Rückzug vorbereitend nahm Emory Hebard im Jahr 1987 Kontakt mit Paul W. Ruse, dem Town Manager und Leiter der Finanzabteilung von Springfield auf und bot ihm das Amt des Stellvertretenden Treasurers an. Ruse nahm das Angebot an, obwohl Hebard und er unterschiedlichen Parteien angehörten. Im Jahr 1988 kündigte Hebard seinen Rückzug an und empfahl Ruse als seinen Nachfolger. In TV-Spots sagte er, dass Ruse ein würdiger Nachfolger wäre – für einen Demokraten.
Im Jahr 1941 heiratete Hebard Irma Mills (1914–1992). Sie hatten eine Tochter, Sammy Maginnis Hebard.
Im September 1993 heiratete er Edith Cameron St. Onge.
Hebard starb in Lebanon, New Hampshire am 1. November 1993 an den Folgen eines Herzinfarktes. Sein Grab befindet sich auf dem Westlook Cemetery in Glover.

## Vermächtnis
Das Vermont State Office Building in Newport wurde nach ihm benannt.